# Georges Contenau
Georges Contenau (* 9. April 1877 in Laon; † 22. März 1964 in Paris) war ein französischer Vorderasiatischer Archäologe, Altorientalist und Religionshistoriker, ein Fachmann auf dem Gebiet der Kultur und Religion der Zivilisationen des Nahen und Mittleren Ostens.

## Leben
Contenau war von 1932 bis 1947 Professor an der Universität Brüssel. Er schrieb über die Zivilisation der Babylonier und Assyrer (La civilisation assyro-babylonienne, Paris 1922), ihr Alltagsleben (1950), über Magie (1947) und Weissagung (1940). Auch den Zivilisationen der Phönizier (La civilisation phénicienne, Paris 1926), Hethiter und Hurriter (1948) hatte er sich zugewandt (z. B. von Mittani).
Er war von 1927 bis 1946 Chefkonservator für orientalische Altertümer am Louvre und leitete mehrere archäologische Expeditionen nach Susa, Sidon und Nahavand.
Von 1946 bis 1957 war er Generaldirektor der französischen archäologischen Mission im Iran.
Er gab ein vierbändiges Handbuch der orientalischen Archäologie heraus (Manuel d'archéologie orientale. 4 Bände. 1927–1947) und leitete die Publikation der Encyclopédie d'archéologie orientale (1914–1957).

## Veröffentlichungen (Auswahl)
- mit Roman Ghirshman: Fouilles du Tépé-Giyan près de Néhavend, 1931 et 1932 (= Musée du Louvre. Département des Antiquités Orientales. Série Archéologique. 3, ZDB-ID 275255-4). Geuthner, Paris 1935.
- La vie quotidienne à Babylone et en Assyrie. Hachette, Paris 1950.
  - deutsch: So lebten die Babylonier und Assyrer. Deutsche Verlags-Anstalt, Stuttgart 1959.
- mit Étienne Drioton, Jacques Duchesne-Guillemin: Les Religions de l’Orient Ancien. Fayard, Paris 1957.
  - deutsch: Die Religionen des Alten Orients (= Der Christ in der Welt. Reihe 17: Die nichtchristlichen Religionen. 2). Aus dem Französischen von Siegfried Schneider, Margarete Gräfin Drechsel und Peter Paul Pattloch. Paul Pattloch, Aschaffenburg 1958.